# Ernest Burkhart
Ernest George Burkhart (n. 11 septembrie 1892, Greenville⁠(d), Texas, SUA – d. 1 decembrie 1986, Cleveland⁠(d), Oklahoma, SUA) a fost un criminal american care a participat la implicat în crimele împotriva indienilor Osage⁠(d) prin asasinare la comandă pentru organizația criminală a unchiului său, William King Hale. A fost condamnat pentru uciderea lui William E. Smith în 1926 și a primit o pedeapsă cu închisoare pe viață⁠(d). Burkhart a fost eliberat condiționat în 1937, însă a fost încarcerat din nou în 1940 pentru jefuirea locuinței fostei sale cumnate. După ce a fost eliberat condiționat pentru ultima dată în 1959, Burkhart a fost iertat de guvernatorul Oklahomei Henry Bellmon în 1966 pentru implicarea sa în crimele Osage.

## Viața timpurie

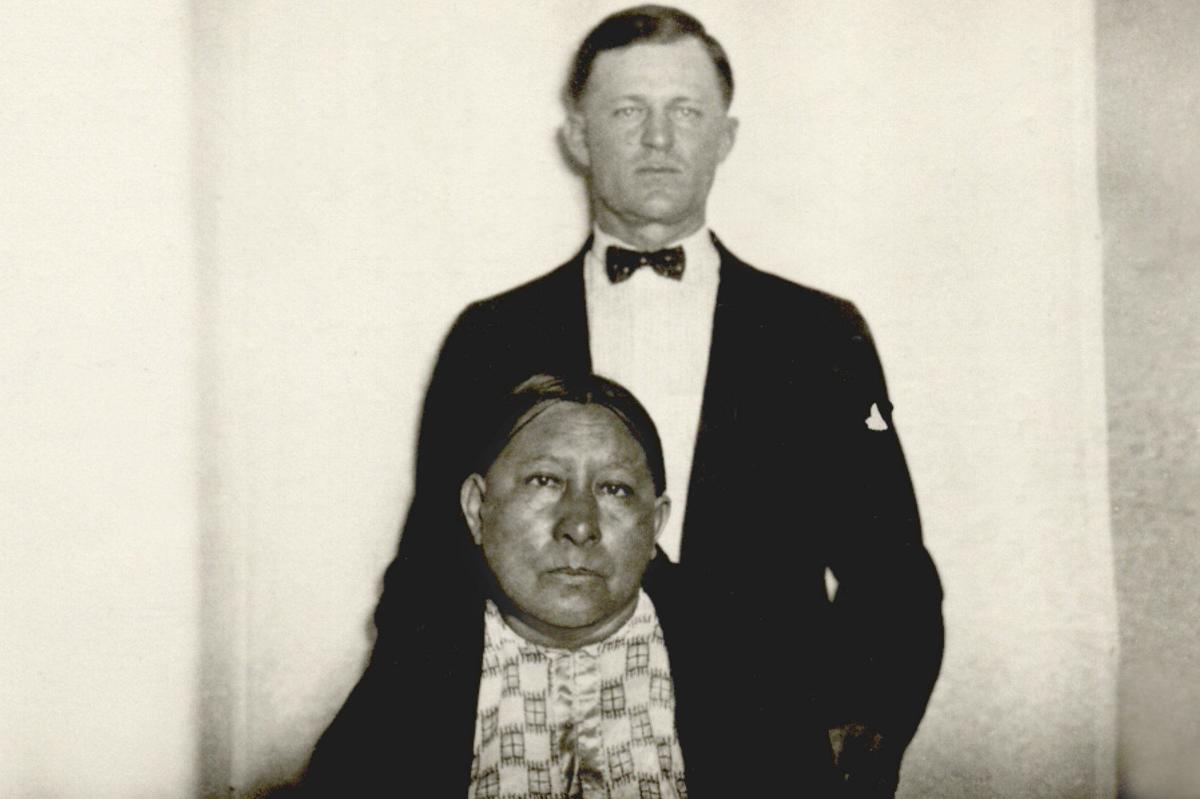
Burkhart și Mollie în 1917

Ernest George Burkhart s-a născut pe 11 septembrie 1892, într-o familie săracă de fermieri de bumbac din Greenville, Texas. El era nepotul lui William King Hale. În 1912, la vârsta de nouăsprezece ani, Burkhart s-a mutat pe ranch⁠(d)-ul unchiului său din Fairfax, Comitatul Osage, în căutarea norocului, după descoperirea petrolului în regiune. Cinci ani mai târziu, în 1917, el s-a căsătorit cu o femeie Osage pe nume Mollie Kyle (Molly Kile). Ulterior, Burkhart a plănuit să o ucidă pentru a moșteni drepturile asupra terenurilor și averea familiei Kyle, evaluate la acea vreme la 7 milioane de dolari (echivalentul a 166 de milioane de dolari în 2023).
Burkhart a avut trei copii cu Kyle: Elizabeth (1918–2006), James „Cowboy” (1920–1990) și Anna (1922–1926).

## Crime

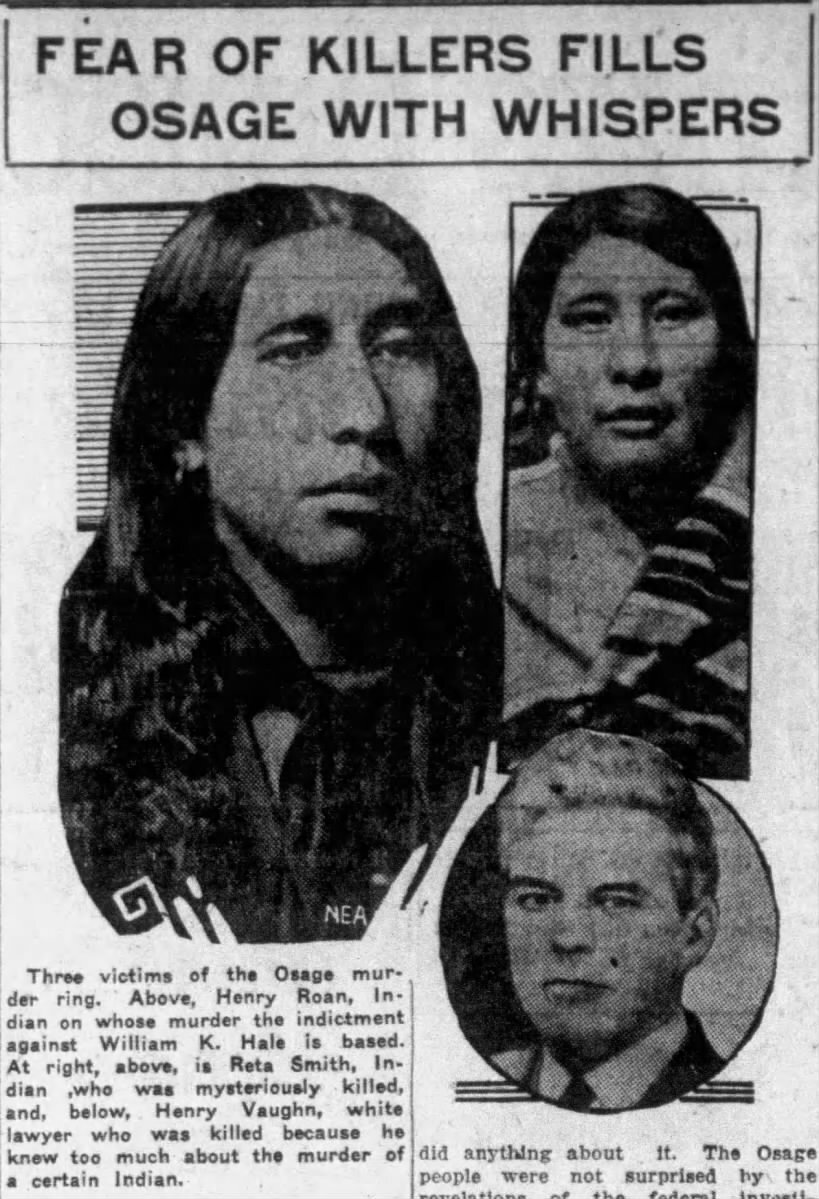
Ilustrație dintr-un ziar din 1926 a lui Henry Roan, Rita Smith și William Vaughn

Hale și nepoții săi, Ernest și Byron Burkhart, au conspirat să ucidă mai mulți membri ai tribului Osage pentru a le revendica drepturile asupra terenurilor, după ce Ernest s-a căsătorit cu Mollie Kyle, o femeie din acest trib:
- Pe 27 mai 1921, Hale l-a angajat pe Kelsie Morrison să o ucidă pe Anna Brown, sora lui Mollie; corpul acesteia a fost găsit lângă o râpă. Morrison a confessat mai târziu crima, spunând că Hale l-a angajat în schimbul iertării unei datorii de 600 de dolari pe care o avea. Moștenirea lui Anna era evaluată la 100.000 de dolari (echivalentul a 2 milioane de dolari în 2023).  Jumătate din drepturile ei asupra terenurilor au fost moștenite de mama sa, Lizzie Q, iar alți moștenitori ai ei au fost Mollie, Rita Smith și Grace Bigheart.[6][7]
- Un verișor al lui Mollie, Charles Whitehorn, a fost împușcat mortal la câteva săptămâni după moartea Annei.[6][8]
- La aproximativ două luni după moartea lui Anna, mama ei, Lizzie Q, a murit în iulie 1921 în circumstanțe suspecte (posibil otrăvită) în casa lui Burkhart. Moștenirea ei era evaluată la 250.000 de dolari (echivalentul a 6 milioane de dolari în 2023).[6]
- La sfârșitul anului 1921, Joe Grayhorse, un membru al tribului Osage, a murit imediat după o tranzacție imobiliară cu Hale și a fost găsit lângă Pawhuska.[6]
- Pe 26 martie 1922, Anna Sanford a murit în circumstanțe misterioase după ce s-a căsătorit cu Tom McCoy. În urma morții lui Sanford, McCoy s-a căsătorit cu nepoata lui Hale.[6][7]
- În 1922, sora lui Mollie, Minnie Kile, a murit în circumstanțe suspecte. Ea era soția lui W. E. Smith.[6]
- Pe 15 ianuarie 1923, un alt verișor al lui Mollie, Henry Roan, a fost găsit mort, la patru mile nord-vest de Fairfax, împușcat în cap în interiorul mașinii sale.[6] Hale avea o poliță de asigurare de viață în valoare de 25.000 de dolari pe numele lui Roan (echivalentul a 595.000 de dolari în 2023). Hale îl numea pe Roan „un bun prieten” și a fost purtător de sicriu la înmormântarea acestuia.[9] Hale a fost condamnat ulterior pentru uciderea lui Roan.[7]
- În 1923, George Bigheart a fost dus la Oklahoma City pentru tratament după ce a băut whiskey otrăvit. Hale și Ernest l-au dus pe Bigheart la spital, unde acesta a cerut să-și vadă avocatul, William Vaughn. Vaughn a fost ucis a doua zi, pe drumul feroviar din apropierea localității Pawhuska, Oklahoma. Bigheart a murit ulterior și el.[7]
- Pe 10 martie 1923, Rita Smith (sora lui Mollie), soțul ei (W. E. Smith) și o menajeră (Nettie Brookshire) au fost uciși când casa familiei Smith a fost a fost aruncată în aer; Mollie a moștenit drepturile asupra terenurilor Ritei.[6][8][7]

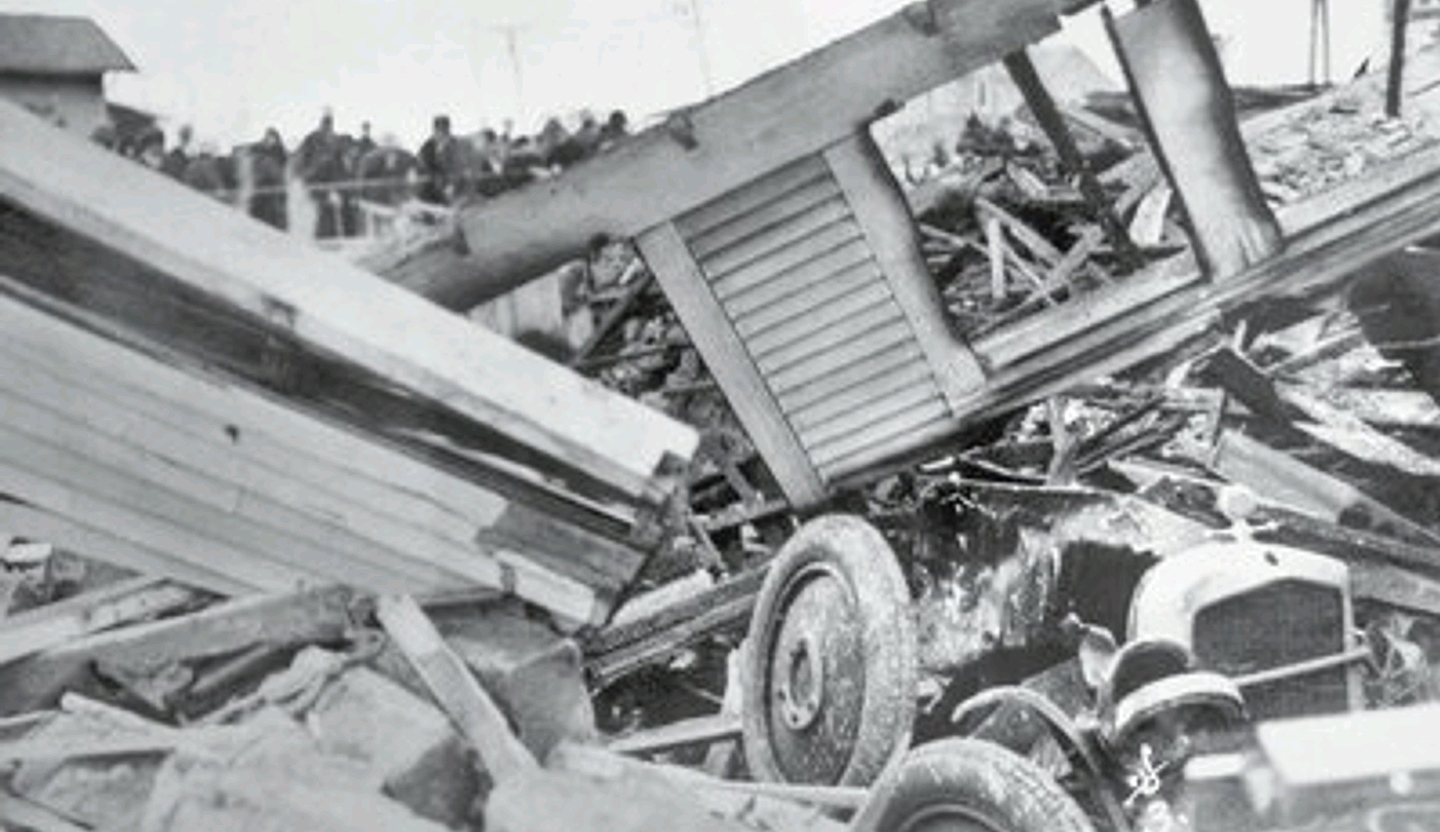
Urmările exploziei

Mollie a suferit ulterior simptome de otrăvire. S-a îmbolnăvit, dar a descoperit curând că Burkhart o otrăvea. După după explozia casei surorii sale, s-a mutat la Pawhuska și s-a refăcut complet. . Mollie a divorțat de Ernest în 1926, iar copiii lor au moștenit averea lui Mollie. Se suspectează că planul complet al lui Hale ar fi implicat uciderea nerealizată a lui Mollie, Ernest și ai copiilor lor, lăsând averea Kile-Burkhart exclusiv lui Hale.

## Arest și condamnare
Paralel, în comitatul Osage aveau loc și alte crime ale unor indieni bogați. Oamenii care participau la investigare și încercau să transporte dovezi valoroase la Washington mureau în împrejurări neclare. Astfel, FBI a început o investigație amplă în 1925. Agentul Tom White a atras atenția asupra faptului că William Hale, după moartea mai multor Osage, devenea beneficiar al plăților de asigurare, iar Mollie Burkhart era moștenitoarea cotelor din veniturile petroliere. Astfel, Ernest Burkhart a devenit unul dintre principalii suspecți: potrivit anchetei, Hale l-a folosit pe el pentru a controla averea unei mari familii de indieni. În același timp, a rămas neclar dacă Burkhart s-a căsătorit cu Mollie, executând ordinul unchiului său, sau a devenit complicele lui mai târziu. White avea un martor care susținea că el a fost cel care a aruncat în aer casa Smith la ordinul lui Burkhart și Hale.
Un mandat de arestare pentru Hale și Ernest a fost emis pe 4 ianuarie 1926, pentru uciderea lui Bill și Rita Smith. Ernest a fost arestat imediat,  dar Hale nu a putut fi găsit. Conform lui David Grann, Hale s-a predat mai târziu, purtând „un costum impecabil călcat, pantofi lustruiți, o pălărie de fetru și un palton cu un ac de cravată cu diamante al lojei masonice fixat pe rever”.  Hale a susținut că este nevinovat, așa că agenții federali s-au concentrat pe interogarea lui Ernest. Acesta a cedat când un infractor pe nume Blackie Thompson a declarat că Burkhart i-a propus să îi ucidă pe soții Smith, iar plata pentru crimă urma să fie o mașină. După confruntare, Burkhart a cedat și a început să vorbească. El a recunoscut că a organizat uciderea familiei Smith și a dat numele autorului (John Ramsey), precum și numele ucigașului Annei Brown, Kelsey Morrison. Când a fost confrontat cu mărturia lui Ernest, Hale continuat să susțină că este nevinovat.

#### Procesul
Hale a fost judecat alături de John Ramsey, un complice în crimele Osage, în iulie 1926 pentru uciderea lui Henry Roan în tribunalul federal în Guthrie, Oklahoma. Până la momentul primului proces, Ernest Burkhart fusese condamnat la închisoare pe viață în tribunalele din Oklahoma. În timp ce unchiul său a fost trimis la Penitenciarul Federal Leavenworth din Kansas în octombrie 1929, după ce a fost găsit vinovat de crimă,  Burkhart a fost trimis la Penitenciarul de Stat Oklahoma din McAlester după ce a fost găsit vinovat la 21 iunie 1926.

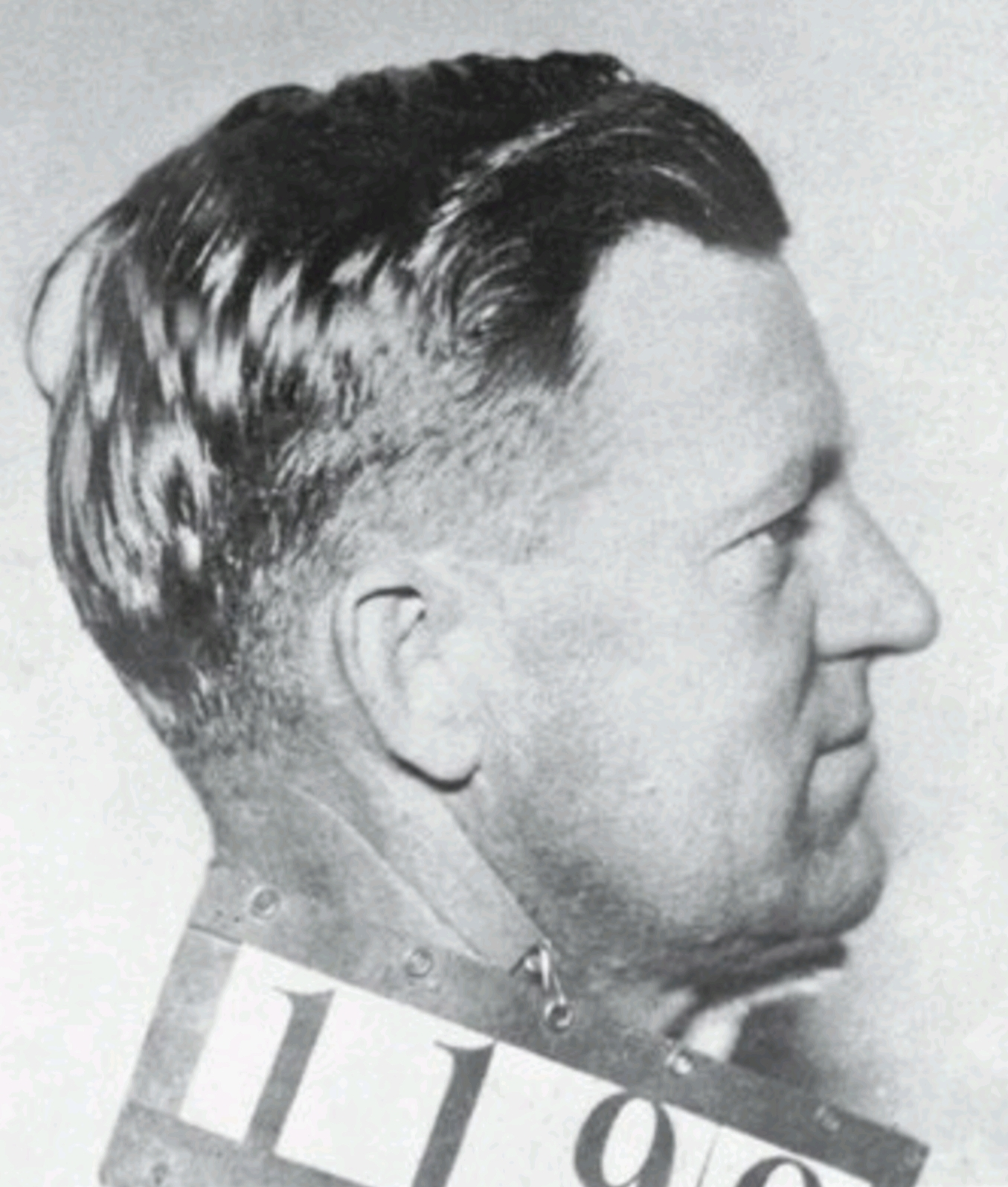
Fotografia de arest a lui Burkhart din 1926

## Viața ulterioară și moartea

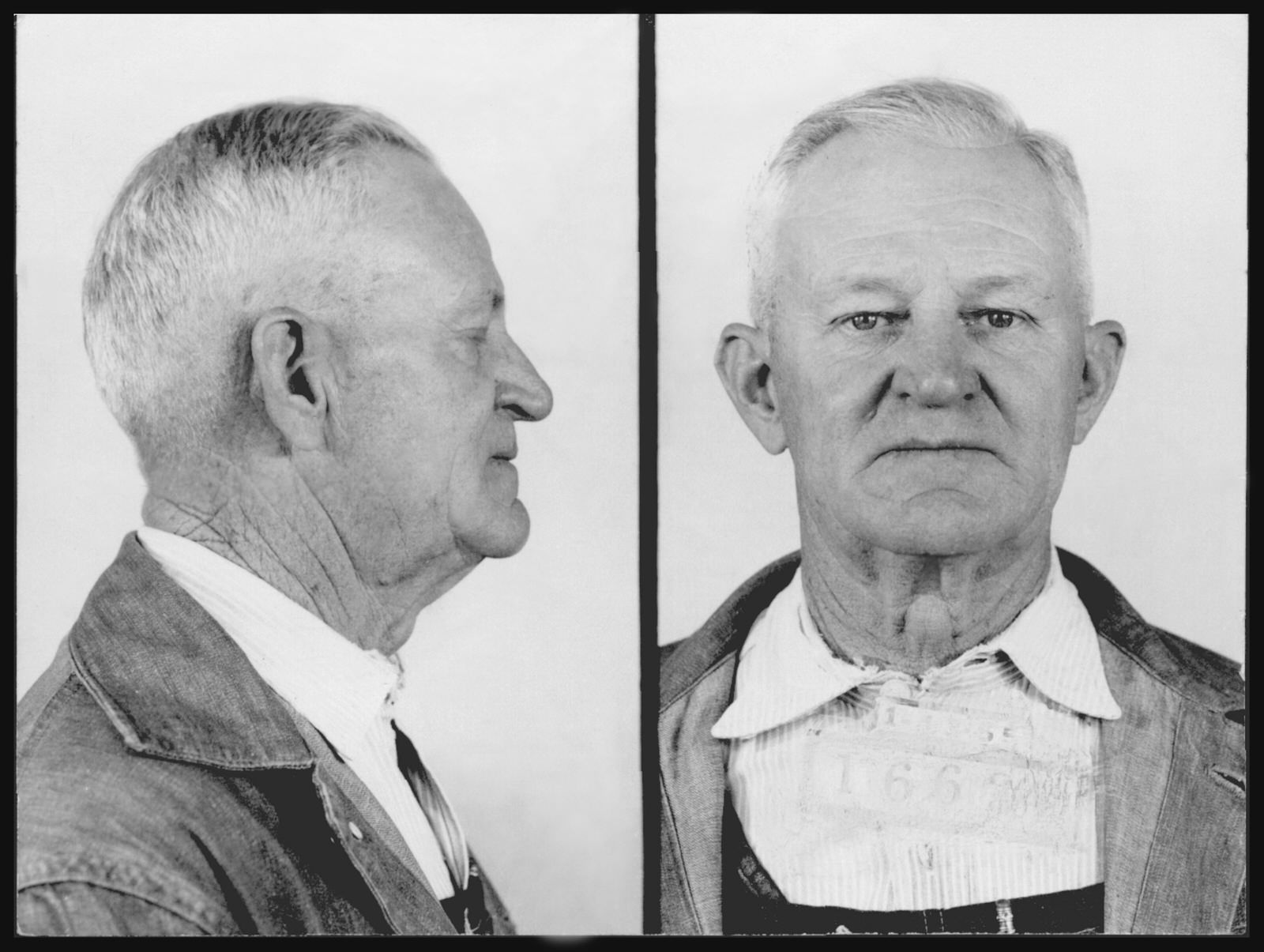
Ernest Burkhart în 1959

Ernest Burkhart a fost eliberat condiționat în 1937, după ce a ispășit 11 ani de închisoare. Doar trei ani mai târziu, el și o femeie pe nume Clara Mae Goad au jefuit casa fostei sale cumnate, furând 7.000 de dolari (echivalentul a 152.238 de dolari în 2023). Ei au fost arestați rapid și găsiți vinovați. În 1940, Ernest a fost condamnat la șapte ani de închisoare și i-a fost revocată eliberarea condiționată. A fost eliberat condiționat din nou în 1959 și ulterior iertat de guvernatorul Oklahomei Henry Bellmon în 1966 pentru crimele Osage, după o decizie de 3-2 a Consiliului de grațiere și eliberare condiționată din Oklahoma.
După eliberarea din închisoare, Burkhart s-a mutat înapoi în comitatul Osage pentru a trăi cu fratele său Byron. Mai târziu s-a mutat în Cleveland, Oklahoma, locuind într-un trailer. Burkhart a murit la vârsta de 94 de ani pe 1 decembrie 1986, în Cleveland, Oklahoma. Moartea sa a survenit în ziua în care ar fi împlinit 100 de ani Mollie Kyle. Testamentul său a stipulat că dorește să fie incinerat și cenușa sa să fie împrăștiată în jurul Dealurilor Osage. Fiul său, James, „a aruncat-o peste un pod” în schimb.

## În cultura populară
- Burkhart este o figură cheie în cartea de nonficțiune Killers of the Flower Moon (2017) a lui David Grann.
- În filmul din 2023 cu același nume, regizat de Martin Scorsese, Burkhart este interpretat de Leonardo DiCaprio.[26]